# Мирамон-Латур
Мирамо́н-Лату́р (фр. Miramont-Latour) — коммуна во Франции, находится в регионе Юг-Пиренеи. Департамент — Жер. Входит в состав кантона Флёранс. Округ коммуны — Кондом.
Код INSEE коммуны — 32255.

## География
Коммуна расположена приблизительно в 580 км к югу от Парижа, в 65 км западнее Тулузы, в 17 км к северо-востоку от Оша.

## Климат
Климат умеренно-океанический. Лето жаркое и немного дождливое, температура часто превышает 35 °С. Зимой часто бывает отрицательная температура и ночные заморозки. Годовое количество осадков — 700—900 мм.

## Население
Население коммуны на 2010 год составляло 153 человека.
| 1962 | 1968 | 1975 | 1982 | 1990 | 1999 | 2010 |
| ---- | ---- | ---- | ---- | ---- | ---- | ---- |
| 141  | 167  | 122  | 112  | 125  | 136  | 153  |

## Администрация
| Период | Период | Фамилия        | Партия | Примечания |
| ------ | ------ | -------------- | ------ | ---------- |
| 2001   | 2020   | Патрик ле Лари |        |            |

## Экономика
В 2010 году среди 96 человек трудоспособного возраста (15-64 лет) 73 были экономически активными, 23 — неактивными (показатель активности — 76,0 %, в 1999 году было 72,2 %). Из 73 активных жителей работали 63 человека (30 мужчин и 33 женщины), безработных было 10 (6 мужчин и 4 женщины). Среди 23 неактивных 5 человек были учениками или студентами, 14 — пенсионерами, 4 были неактивными по другим причинам.

## Достопримечательности
- Замок Латур (XVI век). Исторический памятник с 1979 года[4]
- Музей сельскохозяйственной техники

## Фотогалерея

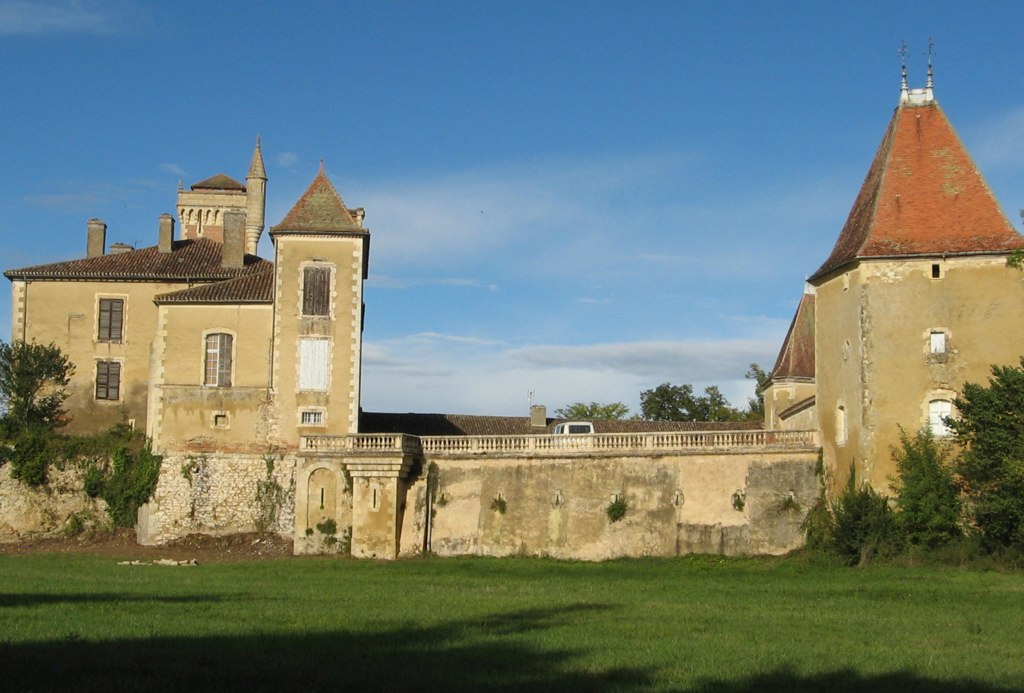
Замок Латур
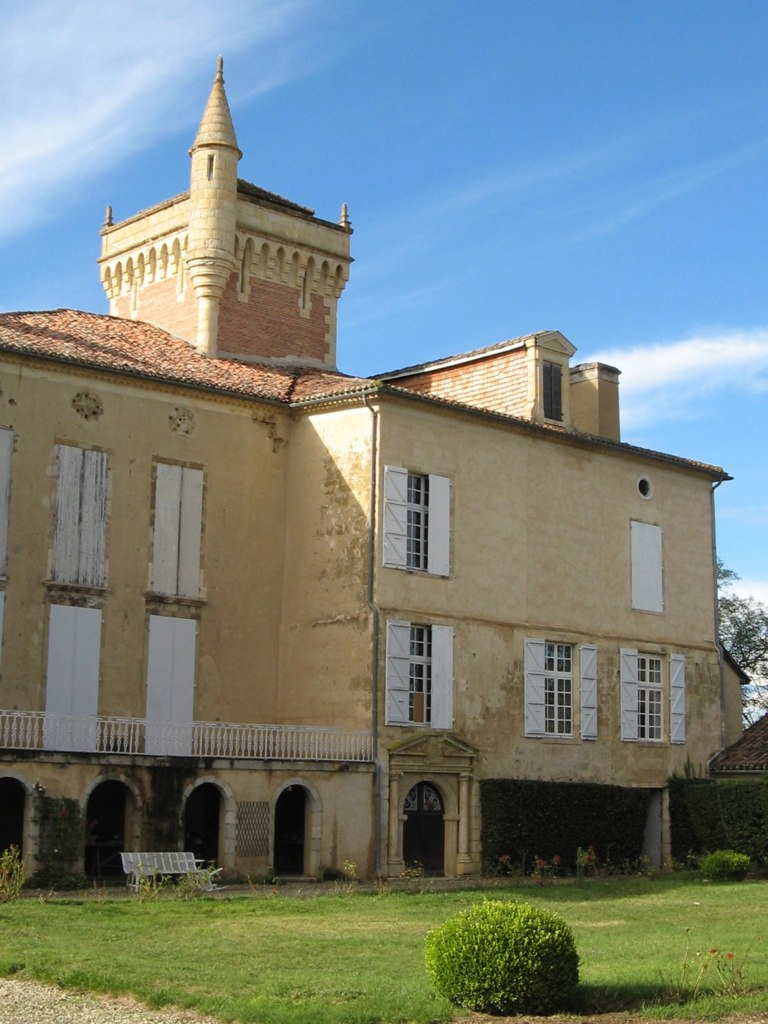
Замок Латур
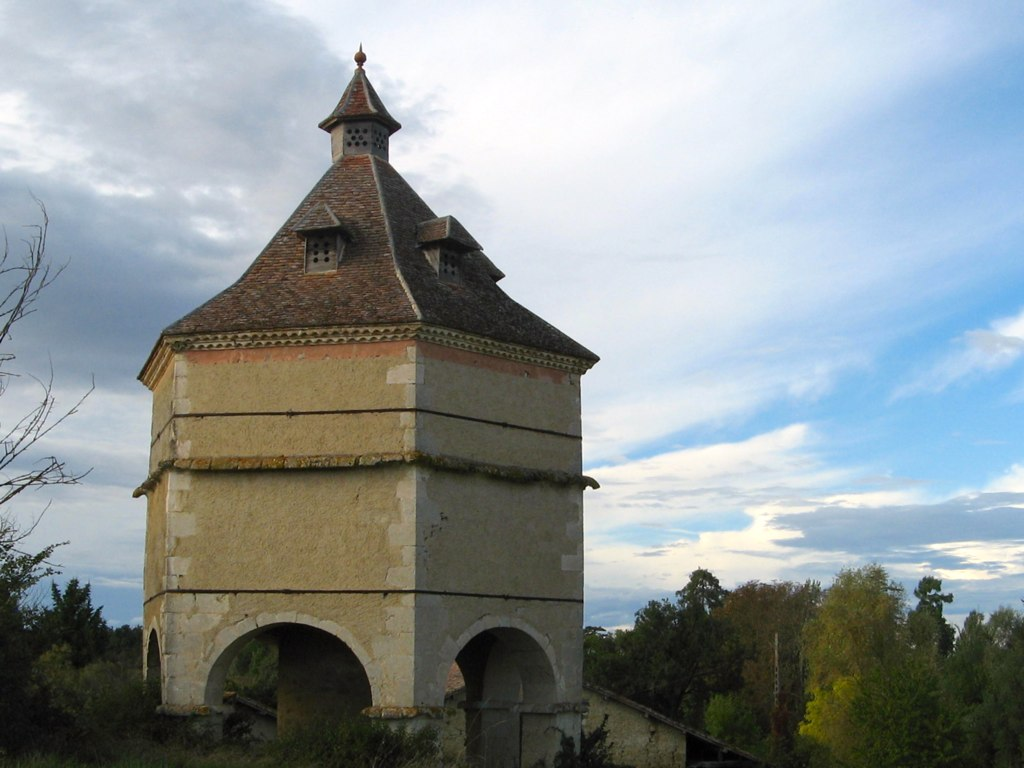
Голубятня замка Латур
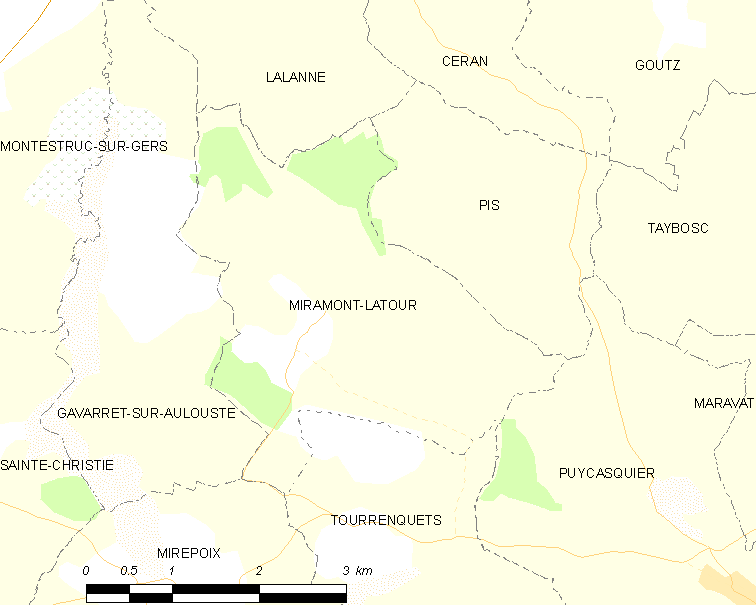
Карта коммуны